# Erwin Horn
Erwin Horn (* 2. Mai 1929 in Annerod; † 13. Mai 2006) war ein deutscher Politiker (SPD).

## Politik und Beruf
Horn, der zunächst Gymnasiallehrer und dann Fachleiter am Studienseminar in Gießen war, war von 1969 bis 1998 Mitglied des Deutschen Bundestages. Er zog mit Ausnahme der Wahl von 1983, bei der er über die Landesliste Hessen gewählt wurde, immer als direkt gewählter Abgeordneter des Wahlkreises Gießen in den Bundestag ein. Von 1980 bis 1983 war er stellvertretender Vorsitzender des Verteidigungsausschusses und anschließend bis 1990 Obmann der SPD im Verteidigungsausschuss. Von 1977 bis 1988 gehörte er dem SPD-Fraktionsvorstand an. In den 1980er Jahren gehörte er auch der Parlamentarischen Versammlung der NATO an, wo er Vorsitzender des Militärausschusses war und 1985 bis 1988 die Fraktion der Sozialdemokraten und Sozialisten leitete.
Er war von 1962 bis 1988 Unterbezirksvorsitzender der SPD in Gießen und gehörte von 1960 bis 1976 dem Kreistag des Landkreises Gießen an.

## Ehrungen
- 1983: Verdienstkreuz 1. Klasse der Bundesrepublik Deutschland
- 1988: Großes Verdienstkreuz der Bundesrepublik Deutschland